# Smittoidea albula
Smittoidea albula is een mosdiertjessoort uit de familie van de Smittinidae. De wetenschappelijke naam van de soort is voor het eerst geldig gepubliceerd in 1984 door Hayward & Taylor.